# 唐津市立肥前中学校
唐津市立肥前中学校（からつしりつ ひぜんちゅうがっこう）は、佐賀県唐津市肥前町入野にある公立の中学校。

## 概要
歴史
1947年（昭和22年）の学制改革の際に、新制中学校として創立。現校名になったのは鬼塚村が唐津市に編入された1954年（昭和29年）。2022年（令和4年）に創立75周年を迎えた。
校章
中央に校名の「肥前」の文字（縦書き）を置いている。
校歌
1957年（昭和32年）に制定。作詞は中島哀浪、作曲は真島豹吉による。歌詞は3番まであり、3番の歌詞中に校名の「肥前中学」が登場する。
通学区域
住所表記で唐津市肥前町全域。小学校区は唐津市立肥前小学校。

## 沿革
- 1947年（昭和22年）4月1日 - 学制改革（六・三制の実施）が行われる。
  - 入野国民学校初等科が改組され、新制小学校「入野村立入野小学校」に改称。
  - 入野国民学校高等科は青年学校と統合の上、新制中学校「入野村立入野中学校」に改組される。初代校長は井上亀蔵。
  - 入野村内の小学校3校（入野小学校に5学級、田野小学校に3学級、納所小学校に2学級、計10学級）に中学校の仮校舎が併設された。
- 1948年（昭和23年）- 校地を整地の上、校舎の建設を開始。14学級編成。そのうち3学級を、校舎不足のため、入野煙草収容所に収容。
- 1950年（昭和25年）- 木造新校舎（第1棟・第2棟）の完成に伴い、移転を完了。入野、田野、納所の仮校舎を廃止するも、煙草収容所の仮校舎は存置。
- 1951年（昭和26年）- 生徒憲章を制定。木造校舎（第3棟）が完成。運動場が完成。
- 1954年（昭和29年）- 講堂が完成。
- 1957年（昭和32年）- 理科準備室を増築。校歌を制定。
- 1958年（昭和33年）1月1日 - 入野村の町制施行で肥前町が発足。これにより「肥前町立肥前中学校」に改称。
- 1962年（昭和37年）- 鉄筋コンクリート造2階建て（5教室）が完成。
- 1963年（昭和38年）- 運動場を拡張。
- 1965年（昭和40年）10月 - 理科室と音楽室を増築。
- 1966年（昭和41年）3月 - 校旗を制定。
- 1972年（昭和47年）- 体育クラブ部室が完成。
- 1974年（昭和49年）8月 - 鉄筋コンクリート造屋内運動場が完成。
- 1978年（昭和53年）- 鎮西町学校給食センターの完成により、完全給食を開始。
- 1980年（昭和55年）- 鉄筋コンクリート造新校舎（第一期）が完成。
- 1981年（昭和56年）- 玄関前に庭園が完成。
- 1989年（平成元年）- 水泳プールが完成。
- 1991年（平成3年）- 屋内運動場の改修工事を完了。
- 1992年（平成4年）- パソコン室が完成。
- 1996年（平成8年）- 特別教室（美術室・技術室）棟の改修工事が完了。
- 2005年（平成17年）1月1日 - 肥前町が唐津市に編入され、「唐津市立肥前中学校」（現校名）に改称。
- 2014年（平成26年) - 校舎の大規模改造工事を開始。

## 交通アクセス
最寄りのバス停留所
- 昭和自動車「肥前中学校前」バス停留所

最寄りの幹線道路
- 佐賀県道217号星賀港線 「肥前市民センター前」交差点
- 佐賀県道317号納所入野線

## 周辺
入野小学校は旧肥前町の中心部に位置している。
- 唐津市役所 肥前市民センター（旧・肥前支所、肥前町役場）
- 肥前町総合運動場・肥前体育館・肥前文化会館
- 唐津市立肥前小学校
- ひぜんこども園
- 入野郵便局
- 唐津警察署 入野警察官駐在所
- 佐賀銀行 肥前町支店
- JAからつ入野支所
- Aコープはぴる肥前店

## 関連事項
- 佐賀県中学校一覧